# Lac de Pihkva
Le lac de Pskov ou de Pikhva (en estonien : Pihkva järv, en russe : Псковское озеро) est un lac naturel situé à la frontière entre l'Estonie et la Russie. Il doit son nom à la ville voisine de Pskov, appelée Pikhva en estonien.

## Géographie
Il constitue la partie la plus méridionale du lac Peïpous avec lequel il est relié par le lac Lämmi, mais il peut également être considéré comme un lac à part entière.